# N°5 on Tour
N°5 on Tour è il quinto album dal vivo della cantante francese Mylène Farmer, pubblicato il 7 dicembre 2009.
L'album riprende l'integralità dello spettacolo presentato da Mylène Farmer durante la sua tournée Indoor 2009.
Il primo singolo estratto è C'est dans l'air (che era già stato nell'aprile 2009 il quarto singolo studio estratto dall'album Point de suture).
L'album è arrivato direttamente alla posizione numero 1 della chart album francese nella sua prima settimana di vendita, vendendo in questo lasso di tempo ben 200 000 copie (dunque certificato già doppio disco platino dopo solo una settimana di commercio).

## Tracce

### CD1
1. D'entre les morts 4:33
2. Paradis inanimé 4:43
3. L'Âme-Stram-Gram 5:27
4. Je m'ennuie 4:26
5. Appelle mon numéro 7:10
6. XXL 4:30
7. À quoi je sers... 5:07
8. Pourvu qu'elles soient douces 5:02
9. Point de suture 7:06
10. Nous souviendrons nous 5:36
11. Rêver 5:23
12. Ainsi soit je... 4:18
13. Interlude Avant que l'ombre.. 4:10

### CD2
1. Libertine 5:35
2. Sans contrefaçon 4:09
3. Je te rends ton amour 5:28
4. Dégénération 6:58
5. Désenchantée 7:42
6. C'est dans l'air 6:08
7. Si j'avais au moins... 7:18

## Formati
- Doppio CD
- Doppio CD Libro (edizione limitata)
- Triplo LP (Edizione limitata)
- Coffret Collector DVD Bonus Edizione limitata)

## Classifiche
| Classifica (2009)       | Posizione massima |
| ----------------------- | ----------------- |
| Belgio (Vallonia)       | 1                 |
| Canada                  |                   |
| Francia (digital chart) | 4                 |
| Francia                 | 1                 |
| Russian Albums Chart    | 6                 |
| Svizzera                | 14                |